# Клаве (музыкальный инструмент)
Клаве, клавес (исп. clave — ключ, мн. ч. claves) — афро-кубинский музыкальный ударный инструмент в виде двух палочек из твёрдых пород древесины, при помощи которых задаётся основной ритм ансамбля.
Музыкант, играющий на клаве (обычно — певец), держит одну из палочек в руке таким образом, чтобы ладонь образовывала своего рода резонатор, а другой палочкой наносит по первой ритмичные удары, извлекая чёткие звуки высокого тона. Клаве может использоваться для исполнения различных ритмических рисунков; однако применяется в основном для исполнения одноимённого ритма клаве, который известен в нескольких вариантах: клаве гуагуанко, клаве сона, клаве колумбии, бразильский клаве и др. Клаве широко применяется в кубинской музыке, а также в таких стилях латиноамериканской музыки, как мамбо, сальса и др.